# محله چینی‌ها

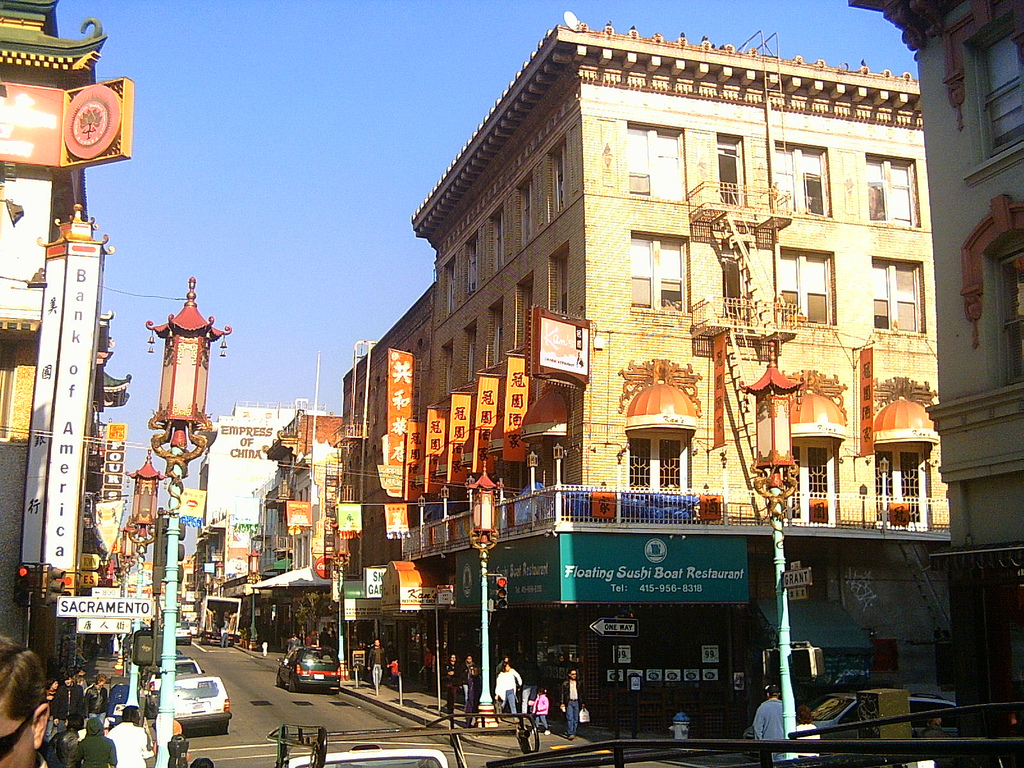
محله چینی‌ها در سان فرانسیسکو

 محلهٔ چینی‌ها به محله‌ای از شهرها، مخصوصاً شهرهای بندری، گفته می‌شود که در خارج چین واقع هستند و چینی‌ها در آن جمع شده‌اند و بخش قابل ملاحظه‌ای از جمعیت آن را تشکیل می دهند. این به ویژه از طیف گسترده مغازه‌ها و غذاخوری‌ها دیده می‌شود که دیدن تابلوها و علامت‌های خیابانی با خط چینی، تزیینات چینی در خیابان‌ها و ویژگی‌های دیگر محله‌های چینی‌ها را از محلات دیگر ممتاز می‌کند. در گذشته، چایناتاونهای متراکم در شهرها جای انزوای فرهنگی بود اما امروزه بسیاری از این محلات قدیمی یا جدید به عنوان مراکز برجسته‌ای از تجارت و گردشگری محسوب می‌شوند. بعضی از آن‌ها تا درجات مختلفی به عنوان مراکز چندگانگی فرهنگی نیز خدمت می‌کنند. در حالی که اکثر محله‌های چینی‌ها روی گردشگری تجاری متمرکز هستند، بقیه اجتماعات کار و زندگی هستند. در واقع بسیاری ترکیبی از مساعی هردو هستند.